# Bernes
Bernes település Franciaországban, Somme megyében. Lakosainak száma 354 fő (2022. január 1.). Bernes Vendelles, Vermand, Hancourt, Hervilly, Pœuilly és Roisel községekkel határos.

## Népesség
A település népességének változása:
| Lakosok száma | 346  | 353  | 355  | 352  | 352  | 353  | 355  | 356  | 354  |
|               | 2013 | 2015 | 2016 | 2017 | 2018 | 2019 | 2020 | 2021 | 2022 |